# Frithiof Cawallin
Gustaf Fritiof Cawallin, född 16 februari 1830 i Näs församling, Jämtlands län, död 16 februari 1922 i Timrå församling, Västernorrlands län,  var en svensk köpman och politiker. 
Cawallin anställdes i en handelsbod 1845. Han blev köpman i Sundsvall 1853 och skeppsredare 1856. Han anlade 1868 Framnäs skeppsvarv vid Vifstavarv och 1877 Sjöbergs järnskeppsvarv samt mekanisk verkstad i Södertörn. Hans rederi hade kontor i Rosario de Santa Fe och rederiets lastångare bedrev sedan 1884 flodfart på Río de la Plata ända upp till Paraguay.
Cawallin var ledamot av riksdagens första kammare 1878-1886, invald i Västernorrlands läns valkrets.